# Nicefor Paleolog
Nicefor Paleolog (gr.) Νικηφόρος Παλαιολόγος, zm. 18 października 1081) – bizantyjski generał, pierwszy wzmiankowany w źródłach przedstawiciel dynastii Paleologów, poplecznik dynastii Dukasów. Brał udział w walkach o władzę toczonych w XI wieku w Bizancjum.

## Życiorys
Był namiestnikiem Mezopotamii w czasach panowania Romana IV Diogenesa i Michała VII Dukasa. Zwalczał normańskich najemników pod wodzą Roussela de Bailleul, a potem jako namiestnik Epiru walczył z Normanami Roberta Guiscarda w czasie oblężenia Durazzo, gdzie zginął.
Miał dwóch synów: Jerzego Paleologa i Mikołaja Paleologa. Jerzy kontynuował proces wzmacniania rodu Paleologów.

## W kulturze
W serii gier wideo Crusader Kings jednym z grywalnych władców jest Nikephoros Palaiologos, przedstawiony jako duks Epiru.